# 交通船2121号型
交通船2121号型（LCM YF-2121 class）は、海上自衛隊の第1種支援船。公称船型は25トン型交通船。
輸送艦に搭載された上陸用舟艇（LCM）を拡大して開発されており、船体は鋼製、船首にバウ・ランプを有し、アメリカ海軍のLCM (6)型と同スペックである。主に各港務隊に配備されており、港内において人員輸送（曹士）を主任務とし、物資の輸送も行なう。幹部の人員輸送には、ボート型の交通船が用いられる。
なお、2003年に2隻が就役し、呉基地のLCAC基地に配備された交通船2150号型（55総トン, 全長19.8m）は、本型を拡大したようなLCM型交通船であるが、こちらはおおすみ型輸送艦に搭載して上陸用舟艇として運用することも可能である。LCAC運用を前提としたおおすみ型はドックへの注水深度が浅いため、本型は推進方法にスクリューでなくウォータージェットを採用している。
また、人員輸送を主任務とする交通船とは別に、物資輸送を主任務とする運貨船においてもLCMタイプのものが建造されており、アメリカ海軍のLCM(8)型に相当する50トン型運貨船である運貨船9号型は7隻が運用されている。

## 同型船一覧
| #       | 船名         | 造船所     | 起工   | 竣工          | 配属及び除籍                    |
| ------- | ------------ | ---------- | ------ | ------------- | ------------------------------- |
| YF-2121 | 交通船2121号 | 吉浦造船所 | 1978年 | 1979年3月31日 | 退役済                          |
| YF-2124 | 交通船2124号 | 石原造船   | 1989年 | 1990年2月28日 | 横須賀港務隊 （横須賀基地）     |
| YF-2125 | 交通船2125号 | 石原造船   | 1989年 | 1990年3月26日 | 大村航空基地隊 （大村航空基地） |
| YF-2127 | 交通船2127号 | 石原造船   | 1991年 | 1992年3月27日 | 佐世保港務隊 （佐世保基地）     |
| YF-2128 | 交通船2128号 | 石原造船   | 1991年 | 1992年3月31日 | 大湊港務隊 （大湊基地）         |
| YF-2129 | 交通船2129号 | 石原造船   | 1991年 | 1992年3月31日 | 第1術科学校港務科               |
| YF-2132 | 交通船2132号 | 石原造船   | 1992年 | 1993年3月31日 | 第1術科学校港務科               |
| YF-2135 | 交通船2135号 | 石原造船   | 1994年 | 1995年3月30日 | 横須賀港務隊 （横須賀基地）     |
| YF-2138 | 交通船2138号 | 石原造船   | 1995年 | 1996年3月13日 | 舞鶴港務隊 （舞鶴基地）         |
| YF-2141 | 交通船2141号 | 石原造船   | 1996年 | 1997年3月7日  | 呉港務隊 （呉基地）             |